# (13094) Shinshuueda
(13094) Shinshuueda est un astéroïde de la ceinture principale.

## Description
(13094) Shinshuueda est un astéroïde de la ceinture principale. Il fut découvert le 19 octobre 1992 à Kitami par Kin Endate et Kazuro Watanabe. Il présente une orbite caractérisée par un demi-grand axe de 2,30 UA, une excentricité de 0,16 et une inclinaison de 3,9° par rapport à l'écliptique.

## Compléments